# Voiture métallique Est

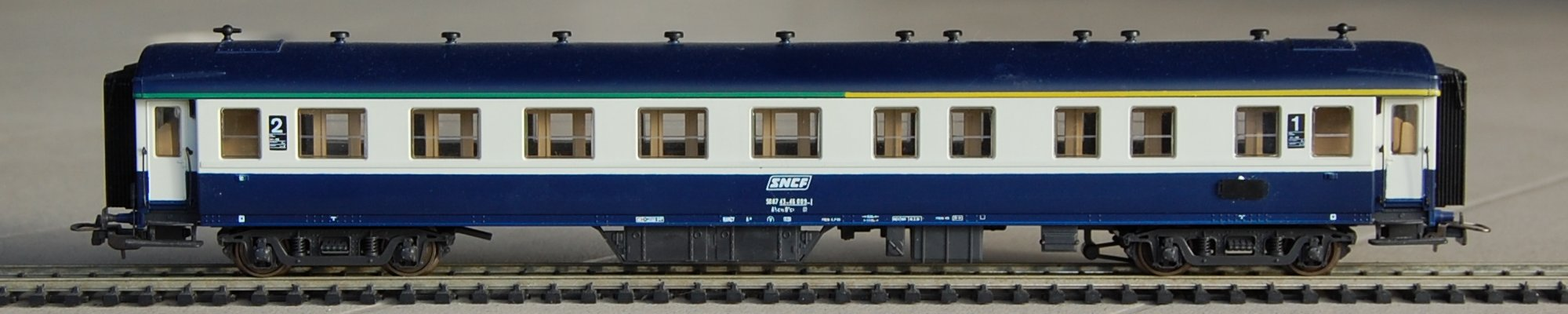
Voiture-couchettes A5/2c5/2Bc en livrée nuit 1978.

Les voitures métalliques Est sont des voitures de chemin de fer conçues par la Compagnie des chemins de fer de l'Est pour le service de grandes lignes. Elles ont été construites en 430 exemplaires et ont servi de 1929 à 1988.

## Origine
Dans les années 1920 les compagnies de chemin de fer développent des voitures métalliques pour offrir une sécurité accrue par rapport aux anciennes voitures en bois. Après la compagnie du Nord avec ses voitures express puis rapides, la compagnie de l'Est engage le développement de voitures métalliques spécifiques pour le service de grandes lignes, au lieu d'acheter des voitures OCEM. Conçues par l'ingénieur M. Forestier es voitures métalliques Est inspireront les futures voitures DEV AO.

## Types
On dénombre les voitures suivantes :
- Voitures à rivets apparents :
  - 20 B4Dyi 5201 à 5220, 1929, futures B4D ;
  - 20 C5Dyi 11501 à 11520, 1931, futures B5D ;
- Voitures à châssis apparent :
  - 20 A3½B5yfi 3251 à 3270, 1931, futures A3½B5 ;
  - 6  A5/2c5/2B5c5yfi 3011 à 3016, 1931, futures A5/2c5/2B5c5 ;
  - 10 A8yfi 561 à 570, 1932, futures A8 ;
  - 10 A3B4Ezyfi 3451 à 3460, 1932, futures A3B4D ;
  - 10 B9yfi 5081 à 5090, 1932, futures B9 ;
  - 4  A5/2c5/2B5c5yfi 3041 à 3044, 1933, futures A5/2c5/2B5c5 ;
- Voitures à châssis carrossé :
  - 20 C11yfi, 1932, futures B11 ;
  - 20 A8yfi 571 à 590, 1933, futures A8 ;
- Voitures à faces lisses :
  - 107 C11yfi, 1933, futures B11 ;
  - 26 B9yfi 5091 à 5116, 1933, futures B9 ;
  - 8 C4syfi 13911 à 918, 1934, futures B3r ;
  - 65 A3½B5yfi + 3 ABCmyfi 3271 à 3338, 1935, futures A3½B5 ;
  - 5 A3B4Ezyfi 3461 à 3465, 1936, futures A3B4D ;
  - 6 B9c5yfi 5161 à 5166, 1936, futures B9c9 ;
  - 3  A5/2c5/2B5c5yfi 3017 à 3019, 1937, futures A5/2c5/2B5c5 ;
  - 4  A5/2c5/2B5c5yfi 3036 à 3039, 1938, futures A5/2c5/2B5c5 ;
- Voitures semi-allégées :
  - 33 C11yfi 12728 à 760, 1937, futures B11 ;
  - 10 C11c5yfi 12501 à 510, 1937, futures B11 ;
- Voitures allégées à faces lisses :
  - 11 C11yfi 12761 à 771, 1939, futures B11 ;
  - 4 C3syfi 13941 à 945 (à vérifier), 1939, futures B3r ;
  - 5 C5Dyi 11521 à 525, 1939, futures B5D.

Les 3 premiers groupes de voitures présentent une ceinture de caisse sous les fenêtres.

## Livrées
La livrée d'origine est le fameux « vert wagon ». Les livrées SNCF sont d'abord à toit noir puis à toit vert avec marquage UIC (logo encadré). Transitoirement, on note des A3½B5 à logo SNCF rond (toit noir).
Les livrées 1978 ont été appliquées à quelques voitures :  A8 et A3½B5 en vert et gris béton, A5/2c5/2B5c5 en livrée nuit.

## Préservation
Un particulier situé à Grandchamp (Yonne)  possède la voiture A8 50 87 18-37 084-6  Classé MH (1987).
l'AJECTA préserve au Musée vivant du chemin de fer les voitures B9yfi 5081, A3B4Ezyfi 3451 et B4Dyi 521, classées MH,,.
Le Train Vienne-Vézère-Vapeur (CFTLP) préserve les voitures A8myfi 1369 et A3B4Dzmyi 1970.
Le Chemin de fer touristique de la vallée de l'Aa possède la voiture B9 50 87 29-37 425-8.
La voiture B4D 50 87 82-37 546-5 est à l'Écomusée d’Alsace.
Le Train historique de Toulouse possède six voitures, dont cinq sont classées MH : A3½B5 36 077, A8 37 102, B11 37 244, B11 37 248 , B5D 37 551 et B11 50 87 21-36 129-5.
Le Train Thur Doller Alsace possède la voiture A3B4D 50 87 81-36 204-3  Classé MH (1987),.